# Fallout 2
Fallout 2 — культова рольова відеогра постапокаліптичного жанру з відкритим світом, розроблена Black Isle Studios і видана Interplay Entertainment в 1998 році. Є другою частиною в серії Fallout. Незважаючи на те, що ігровий рушій практично не змінився з першої частини, завдяки детальному опрацюванню ігрового світу і сюжету, продовженню вдалося перевершити її в популярності.
Події гри розгортаються в 2241 році в Пустці на території Північної Америки через 80 років після подій оригінальної гри.

## Ігровий процес

### Розвиток персонажа
На початку гри гравець створює свого персонажа, обирає стать, ім'я, вибирає його особливості з готових спеціалізацій (боєць, дипломат і злодій), або налаштовуючи на свій розсуд. Він володіє низкою базових характеристик, які розподіляються в рамках системи S.P.E.C.I.A.L.: сила, чуття, витривалість, харизма, інтелект, спритність, удача. Базові характеристики впливають на різні сфери життя. Так від сили залежить і скільки вантажів герой здатен нести, і здатність користуватися важкою зброєю та кулачний бій. Здібності персонажа визначають рівень володіння вогнепальною чи холодною зброєю, дають на старті підвищену спритність або збільшені базові характеристики і т. д. Навички визначають рід занять персонажа, які поділяються на мирні та бойові. Мирні дозволяють досягати перемог хитрощами, красномовством, винахідливістю, крадіжками, прихованістю, лікувати поранення. Бойові розвивають володіння вогнепальною і холодною зброєю, а також кулачний бій і метання.
Набуваючи досвіду впродовж гри, персонаж досягає певних рівнів розвитку, на яких отримує очки, які гравець витрачає на збільшення характеристик і розвиток здібностей. Кожні 3 рівні дається перк — додаткові здібності в якійсь із сфер життя.
Сюжет розвивається в ході отримання і виконання завдань — квестів. У Fallout 2 існує кілька сотень квестів, але не всі вони є обов'язковими до виконання. Впродовж гри зустрічаються люди, які можуть стати напарниками. Вони володіють різними спеціалізаціями і розиваються, але повільніше, ніж персонаж гравця. Частину свого багажу можна довірити їм, тим самими збільшивши кількість корисних предметів у своїй власності. Кількість напарників залежить від характеристики харизма, максимум можна отримати 6 напарників. З часом гравець може отримати в своє розпорядження єдиний в Пустках справний автомобіль — «Розбишаку» (англ. Highwayman), який істотно прискорює подорож по глобальній карті і володіє містким багажником для зберігання різних речей.
Для покупки в зустріненних торговців зброї, амуніції та інших корисних предметів необхідні гроші, що отримуються шляхом торгівлі, азаотних ігор чи крадіжок. Пройти гру можна різними шляхами, залежно від обраного стилю, в тому числі без насильства.
Після виконання всіх основних завдань гравець може продовжити свої пригоди, тим самим відкривши нові можливості гри.

### Інтерфейс
Більшість ігрового процесу відбувається на так званому основному екрані. На ньому зображуються персонаж і світ, внизу розміщена панель, звідки гравець керує спорядженням, боями, викликає інші екрани. Залежно від того, які дії в даний момент доступні, змінюється вид курсора: рух, розмова, атака, застосування навички, огляд, взяти і т. д. Віконце журналу на панелі повідомляє про дії персонажа. Гравець може гортати журнал, шукаючи давніші записи.
На екрані спорядження показуються предмети, якими володіє персонаж, його характеристики та їх модифікації, залежно від екіпірованих предметів, здоров'я. Кожен предмет має свою вагу, тому їх кількість обмежена.
Екран характеристик містить інформацію про персонажа: його характеристики, досвід, травми, здібності, навички, репутацію. ТНа панелі навичок знаходить передік усіх навичок персонажа і нерозподілені очки на їх розвиток.
Екран «Pip-Boy» зображає інтерфейс нарйчного комп'ютера, який показує дату, статус персонажа, карту, архів відеороликів. При спілкуванні з персонажами відкривається екран діалогів.

### Бої
Бої відбувають покроково, нападник завжди ходить першим. Значення реакції, спритності та удачі впливають на черговість ходів. Кожен хід дорівнює 5-и секундам ігрового часу, але гравець може обдумувати хід скільки завгодно. На початку кожного ходу учасникам дають очки дії, за які виконуються якість операції, будь то переміщення чи атака. Коли вони вичерпуються — ходить інший персонаж. Поле бою поділене на клітинки, перетин кожної з яких затрачає визначену кількість очок дії. При атаках можливі промахи і навіть поранення самого себе. По закінченню бою персонаж отримує досвід і трофеї.

## Сюжет
Події розгортаються через 80 років після закінчення Fallout. Засноване Вихідцем зі Сховища (англ. Vault Dweller) селище Арройо (англ. Arroyo) почало занепадати через небувалу посуху. Щоб знайти спосіб відродити Арройо, старійшина селища посилає Вибраного (англ. Chosen One) в Пустку за потужною довоєнною технологією — GECK (Garden of Eden Creation Kit, Набір створення Райського саду), створеною для того, щоб жителі сховищ змогли відродити природу і життя на Землі.
Щоб довести готовність, Обраний проходить Храм Випробувань, де бореться з небезпечними тваринами, показує свої вміння лікувати рани та зламувати двері. Після проходження випробування Старійшина доручає Обраному піти в місто Кламат і знайти торговця Віка. Однак виявляється, що Віка захопили работорговці і забрали до так званої Діри. Звільнивши його обраним способом, Обраний отримує координати Міста Сховища, створеного з допомогою GECK, де можуть допомогти в його пошуках.
По прибуттю до Міста Сховища герой дізнається про існування там Сховища 8, у комп'ютері якого містяться дані про інші сховища, можливо з невикористаними GECK. Але для доступу до комп'ютера Обраний мусить стати громадянином міста і скласти екзамен, чи виконувати завдання містян. Зрештою він отримує дані про місцезнаходження Сховища 15, але воно виявляється покинутим і напівзруйнованим. Справившись з навколишными бандитами, обраний добуває дані про Сховище 13.
Сховище 13, чомусь безлюдне, населяють розумні мутанти Кігті Смерті, які підтверджують наявність у них GECK, але в обмін вимагають дістати модуль голосового управління, без якого Кігті не можуть повноцінно керувати Сховищем. Обраний добуває модуль, отримує шуканий GECK і вирушає назад в Арройо.
Повернувшись додому, Обраний бачить, що селище розорене Анклавом — залишками довоєнного уряду. Його жителі були викрадені, як і початкові жителі Сховища 13 для експериментів. В пошуках головної бази Анклаву він знаходить старий нафтовий танкер, для якого добуває ключ і паливо. Танкер припливає до бурової станції, яка і є базою Анклаву. Президент Анклаву планує розповсюдити по всій планеті вірус, чим очистити її від життя і заселити заново. Обраний проникає на базу, після чого зупиняє реактор (підірвавши його або заглушивши), чим лишає Анклав без засобів для досягнення їхніх цілей. Обраний відпливає на танкері разом зі звільненими односельцями і жителями Сховища 13, а база вибухає.
Обраний використовує GECK для створення нового поселення та стає його старійшиною. Згідно Fallout: New Vegas, це закінчення є канонічним. Також існує закінчення, де колишня старійшина виживає на платформі та править селищем, поки не помирає від старості, а про неї і Обраного складають легенди. Анклав більше не тероризував Пустку, а словом «президент» стали лякати дітей і ніхто більше не користувався ним для назви правителів.

## Оцінки і відгуки
| Агрегатор  | Оцінка |
| ---------- | ------ |
| Metacritic | 86/100 |

| Видання        | Оцінка |
| -------------- | ------ |
| GamePro        | 5/5    |
| GameSpot       | 8.8/10 |
| IGN            | 8.9/10 |
| PC Gamer (США) | 89 %   |

Fallout 2 отримала загальне схвалення від критиків і гравців. На агрегаторі Metacritic оцінка склала 86 балів зі 100. Критики позитивно оцінили ігровий процес, сюжетну історію і перейняття достоїнств Fallout. Разом з тим відзначалася наявність баґів і відсутність підтримки на початках. Деніел Морріс з GamePro відзначив суміш екшну із взаєминами персонажів та нелінійний ігровий процес. IGN похвалили розробників за великий ігровий світ, сценарну роботу і те, що «не виправляли того, що було і так справним». Game Revolution відзначили глибину сюжету, але розкритикували графічне оформлення та інтерфейс.
В 2013 році GamesRadar оцінили Fallout 2 як 68-у в їхньому списку найкращих відеоігор всіх часів. Того ж року IGN дали їй 28-е місце з-поміж найкращих рольових відеоігор коли-небудь створених.